# Грузинський національний центр рукописів
41°43′03″ пн. ш. 44°47′00″ сх. д. / 41.717611111111° пн. ш. 44.783333333333° сх. д.

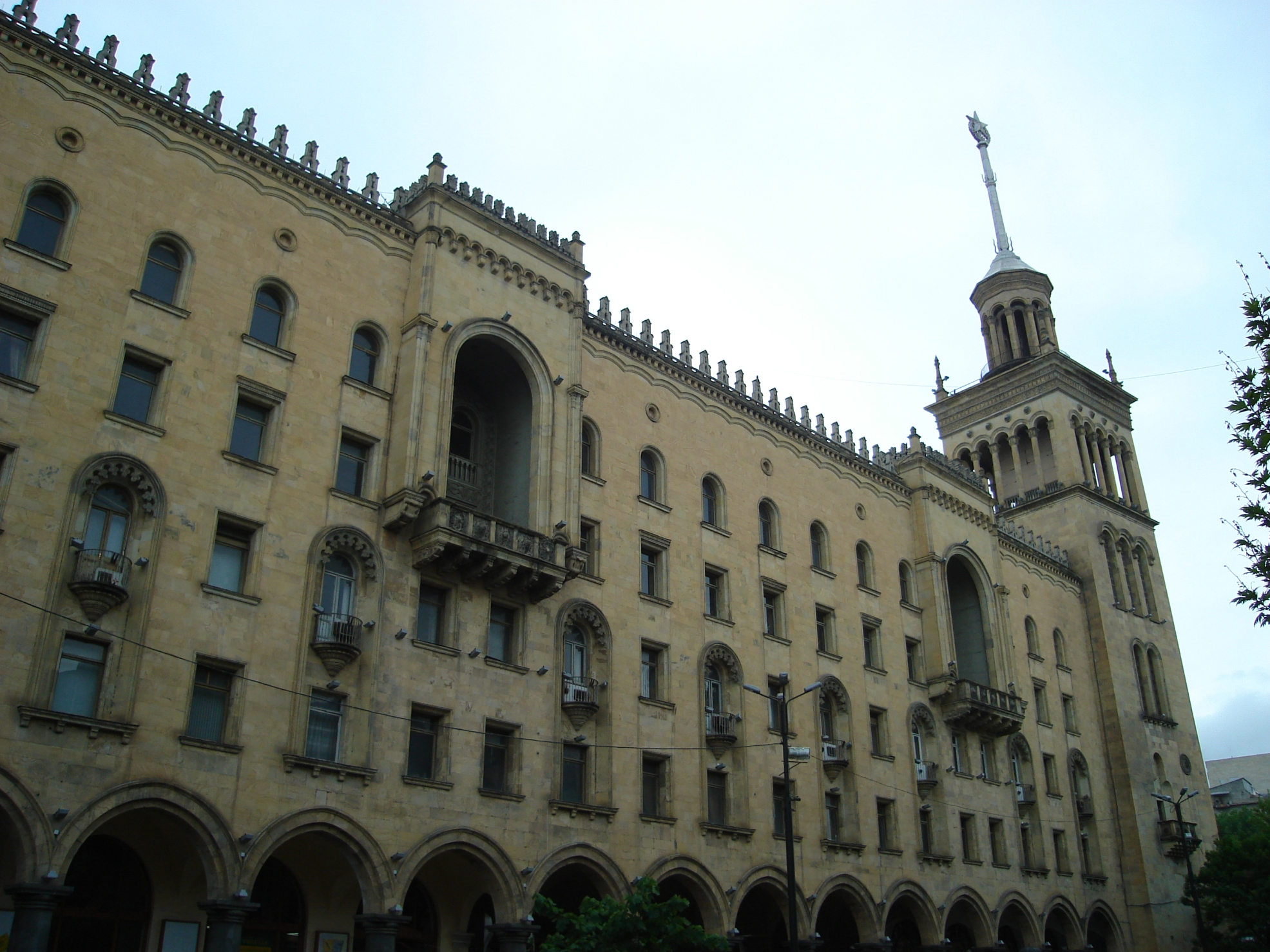
Грузинська національна академія наук

Грузинський національний центр рукописів, раніше Інститут рукописів (груз. საქართველოს ხელნაწერთა ეროვნული ცენტრი; [сака́ртвелос хелна́церта эро́внули це́нтри]), розташований у Тбілісі, Грузія, є сховищем давніх рукописів, історичних документів та приватного архіву видатних громадських діячів. Центр був створений 30 червня 1958 року на основі колекції у відділі рукописів Грузинського національного музею. Засновником і першим директором інституту був професор Ілля Абуладзе, член-кореспондент Грузинської академії наук. Центр здійснює різні проекти, пов'язані з науковими дослідженнями, виставками та реставрацією. Фахівці, які працюють у Центрі та разом із ним, займаються описом, систематизацією, вивченням та публікацією матеріалів, розміщених у Центрі, а також виготовленням баз даних, що займаються цим матеріалом. Центр також має багату академічну бібліотеку і включає кімнати, присвячені пам'яті Корнелі Кекелідзе, Іване Джавахішвілі, Іллі Абуладзе, Ніко Бердзенішвілі, Елен Метревелі та Шалві Аміранашвілі.

## Історія
Національний центр рукописів був заснований у 1958 році під назвою «Інститут рукописів Грузинської академії наук». Він створений на основі колекції у відділі рукописів Грузинського національного музею та з ініціативи Іллі Абуладзе, який став першим директором інституту. У 1962 році ім'я Інституту було доповнено «Кекелідзе» на честь грузинського філолога та історика літератури Корнелі Кекелідзе. З 1968 по 1989 рік директором Інституту була Елене Метревелі, академік Грузинської академії наук. У період з 1989 по 2006 рік директором Інституту була Заза Алексидзе, член-кореспондент Грузинської академії наук.

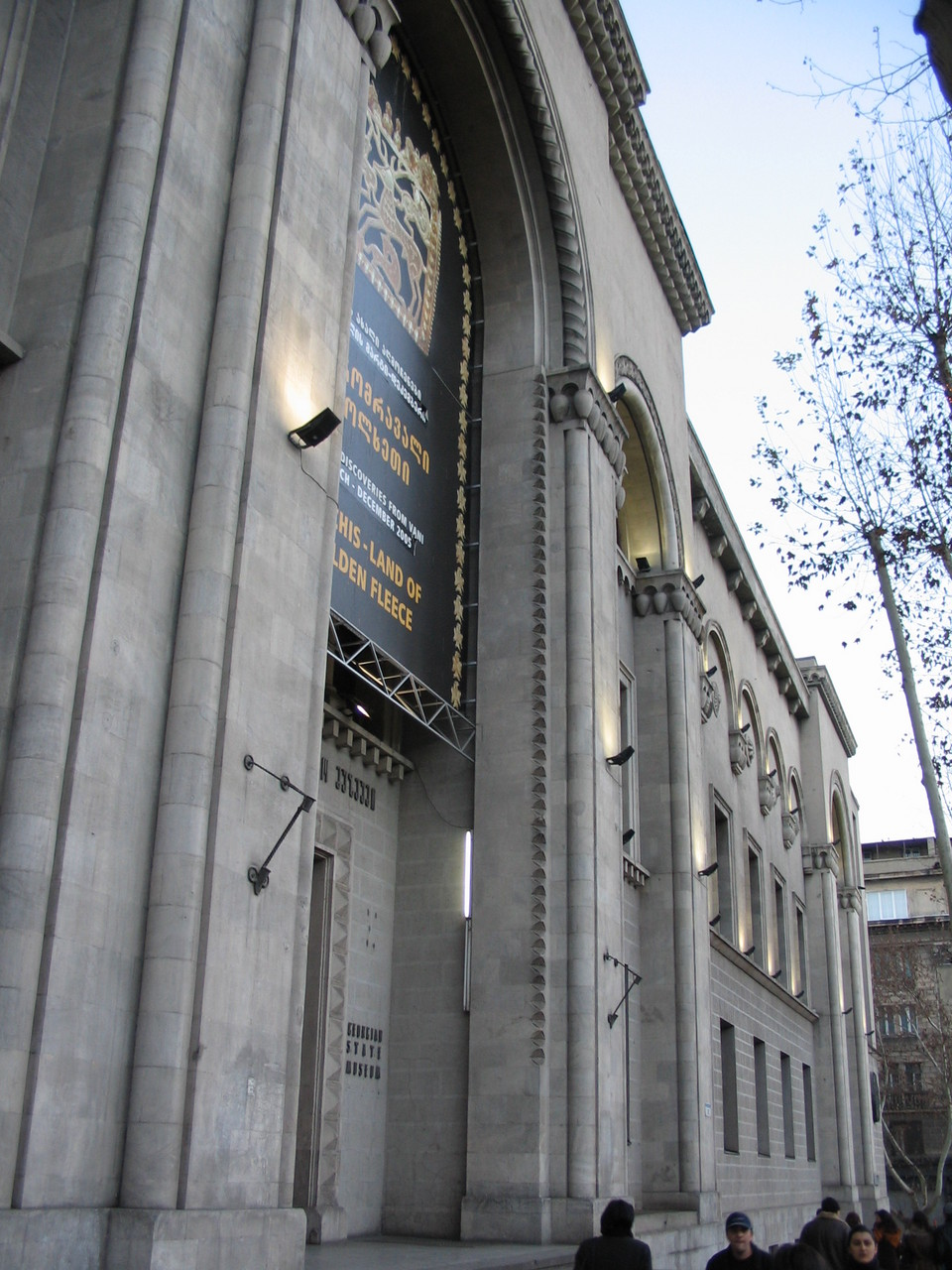
Національний музей Грузії

2006 року «Інститут рукописів Корнелі Кекелідзе Грузинської академії наук» було скасовано та замінено шляхом створення юридичної особи за публічним законодавством, «Інституту рукописів ім. Корнелі Кекелідзе». 23 травня 2007 року з ініціативи співробітників Інституту його назву було змінено на «Національний центр рукописів». [Архівовано 17 вересня 2020 у Wayback Machine.] Ця ініціатива була підтримана Міністерством освіти і науки та була схвалена урядом.

## Структура
Організаційною та адміністративною діяльністю центру керує директор, тоді як науково-дослідницьку діяльність здійснює наукова рада. Крім того, центр містить інші структурні підрозділи: відділи та лабораторії. В даний час[коли?] існує вісім кафедр (кодикологія, джерелознавство та дипломатика, архівознавство, управління фондами, виставки, освіта, бібліотека, історія мистецтв) та дві лабораторії (реставрація та збереження, оцифровка).

### Директор
Директор Національного центру рукописів здійснює керівництво організаційною та адміністративною діяльністю центру. У відносинах з третіми особами директор є офіційним представником центру і відповідає за те, щоб діяльність центру була законною, розумною та ефективною.
Відповідно до Статуту Національного центру рукописів, наукова рада обирає директора строком на чотири роки. Обов'язковими вимогами до цієї посади є вища ступінь і стаж роботи не менше п'яти років. У директора Центру є заступник, який у разі відсутності колишнього виконує обов'язки директора. Наразі директором центру є Заза Абашидзе.

### Наукова рада
Наукова рада Національного центру рукописів разом з директором є виконавчим органом Центру. Наукова рада обговорює та приймає рішення шляхом голосування з питань управління та розвитку центру.
Члени Ради обираються на п'ятирічний термін на загальних зборах наукових членів Національного центру рукописів. Кількість членів Ради залежить від кількості структурних підрозділів (відділів та лабораторій) центру. Кожен структурний підрозділ представлений у Раді одним або двома академічними колегами (двоє, якщо кількість науковців у структурному підрозділі перевищує десять).
Радою керує голова, який обирається на п'ять років самою Радою. В даний час головою вченої ради є Шалва Гловелі.

## Кафедри

### Кафедра кодикології
Кафедра кодикології виконує роботу за двома основними напрямками:
- Видання оригіналу та перекладу старої грузинської літератури, доповнене філологічно-текстологічними та історичними дослідженнями та різними типами словників та покажчиків;
- Опис рукописних рукописних книг та рукописів іншими мовами, що зберігаються у сховищах Грузії та зарубіжних країн — Єрусалимі, горі Синай, Афоні, Парижі, Санкт-Петербурзі тощо.

### Кафедра джерелознавства та дипломатики
Кафедра джерелознавства та дипломатики була заснована на початку створення Центру. Специфіка самого матеріалу визначала профіль науково-дослідної діяльності кафедри. Діяльність кафедри в основному охоплює наступне:
- Точний опис та перелік матеріалів, оптимізація пошукових систем — підготовка різного роду каталогів.
- Розширення бази джерелознавства в історії Грузії — публікація історичних джерел.
- У науково-дослідницькій діяльності кафедри велика увага приділялася опису — дослідженням та публікаціям східних джерел історії Грузії — вірменських, арабських, перських, турецьких джерел.

### Кафедра архівознавства
Цей відділ був створений у 2007 році на основі приватних архівів письменників та громадських діячів, що зберігаються в Національному центрі рукописів. Кафедра працює у таких напрямках:
- Обробка приватних архівів, включаючи підготовку описів та видань до друку;
- Переробка архівів;
- Створення загального електронного каталогу з існуючими фотоколекціями; Наукові публікації архівних документів;
- Залучення нових архівів.

### Департамент управління фондами
Управління фондів департаменту управляє фондами рукописних книг та історичних документів, а також приватними архівами. Інші фонди, створені в структурі Департаменту, також належать до його компетенції. Бібліотечні книги, фонди меморіальних кабінетів та предметів, а також фонди картографії управляються та контролюються відділом бібліотеки, але питання створення, інтеграції чи поділу узгоджуються з Департаментом управління фондами.

### Відділ виставки
Мета відділу виставки — надати масовий прихильність до культурної спадщини, що зберігається в Центрі, за допомогою різних виставкових проектів. Виставковий відділ організовує постійні та мобільні виставки в Грузії та за її межами. Виставковий відділ підтримує розробку виставкової системи Національного центру рукописів та її відповідність міжнародним стандартам виставок.

### Відділ освіти
Відділ освіти за допомогою освітніх та виставкових проектів, різноманітних програм та послуг реалізує інтеграцію культурної та інтелектуальної спадщини, що зберігається в Центрі, в життя суспільства. Взаємодія та безпосередній контакт з цим управлінням спадщини підтримує самореалізацію та розвиток членів та груп суспільства.

### Відділ бібліотеки
У головних сховищах Бібліотеки Національного центру рукописів зберігаються 10935 грузинських, 11654 російських та 6496 інших іноземних мов у галузі гуманітарних наук. Бібліотека нараховує також 3096 грузинських, 7285 російських та близько 4000 інших закордонних журналів. Основна частина бібліотечних книг і журналів зберігається в сховищах, енциклопедіях, словниках та довідковій літературі в читальній залі бібліотеки. Бібліотека має інтегрований каталог, який окрім основних депозитарних каталогів містить переліки каталогів книг і журналів, що зберігаються у 6 меморіальних залах Національного центру рукописів.

### Кафедра історії мистецтв
Кафедра історії мистецтв вивчає мистецтво грузинських книг, працює над створенням та підготовкою корпусу мініатюр, які увійшли до рукописів до друку. Освітлення рукописів вивчається з урахуванням хронологічних та тематичних аспектів з метою визначення художніх стилів, характерних для різних сценаріїв, епох чи предметів. Особлива увага приділяється питанням, пов'язаним з переписниками, художниками та перекладачами книг.

### Лабораторія консервації та реставрації
У Національному центрі рукописів Лабораторія консервації та реставрації була створена в Національному центрі рукописів у 2006 році. Ця лабораторія замінила колишній відділ гігієни та реставрації. У лабораторії консервації та реставрації роботи виконуються за кількома напрямками:
- Збереження та реставрація рукописів на пергаменті та папері, стародруків, історичних документів, архівних матеріалів, а також книг бібліотеки Центру та інших матеріалів, що зберігаються в приватних колекціях;
- Збереження старих і пошкоджених сторінок;
- Розмежування скам'янілих і застряглих сторінок;
- Випрямлення та відновлення деформованого листа;
- Заповнення відсутніх частин / проходів;
- Пов'язування сипучих рукописів, реставрація та збереження оригінальних штампованих шкіряних обкладинок книг;
- Дезінфекція та очищення збережених або нещодавно придбаних матеріалів

### Лабораторія оцифрування
У центрі Національного центру рукописів функціонує лабораторія оцифрування, де матеріали, що зберігаються в Центрі, скануються, сортуються та кодуються в цифровому форматі. Оцифровування рукописів, документів, мініатюр та фотоматеріалів Центр підтримує їх фіксацію та представлення науковим колам. Оцифровка також є хорошим інструментом збереження наявного матеріалу — надалі матеріали, які можуть бути втрачені з часом, можуть бути відновлені на основі цифрової копії.

### Колекція
Мокві Євангелії зі збірки Національного центру рукописів.
Рукопис «Вепхісткаосані» («Людина в шкірі Пантери» [Архівовано 16 грудня 2008 у Wayback Machine.]) Національного центру рукописів
Колекція Національного центру рукописів включає рукописні книги, історичні документи та архівні фонди. Колекція рукописів та історичних документів поділяється на групи (підфонди) за мовою, в архівному фонді зберігаються приватні архіви грузинських та закордонних громадських діячів, а також архіви різних організацій.

## Рукописи
Колекція рукописів поділяється на групи грузинських, східних, грецьких, російських та рукописів іншими мовами. З цих груп найбільша колекція грузинських рукописів. До його складу входять тисячі рукописів, що датуються V—XIX століттями. Серед них є і палімпсести.
Колекція грузинських рукописів поділена на чотири підбірки — A, H, Q та S. [21] Ця колекція містить як церковні, так і світські літературні твори. Збереглися твори — «Мучеництво святого Шушаника», «Мучеництво Евстаті Мцхетелі», «Мучеництво Або Тбілілі» є наріжним каменем середньовічної грузинської церковної літератури. За винятком цієї колекції є відомі твори візантійської церковної літератури, перекладені на грузинську мову Еквтаймом Мтацмінделі, Джорджі Мтацмінделі, Епремом Мціре, Арсеном Ікалтоелі та іншими визначними грузинськими діячами. З світської літератури примітні рукописні копії «Вепхісткаосані» («Лицар у тигровій шкірі»), а також інших рукописів, що містять астрологічні, географічні, медичні, математичні чи військові твори.
Східна колекція здебільшого складається з арабського, перського та турецького рукописів. У колекції зберігається також близько 300 вірменських, сирійських, єврейських та одного єдиного коптського рукопису.

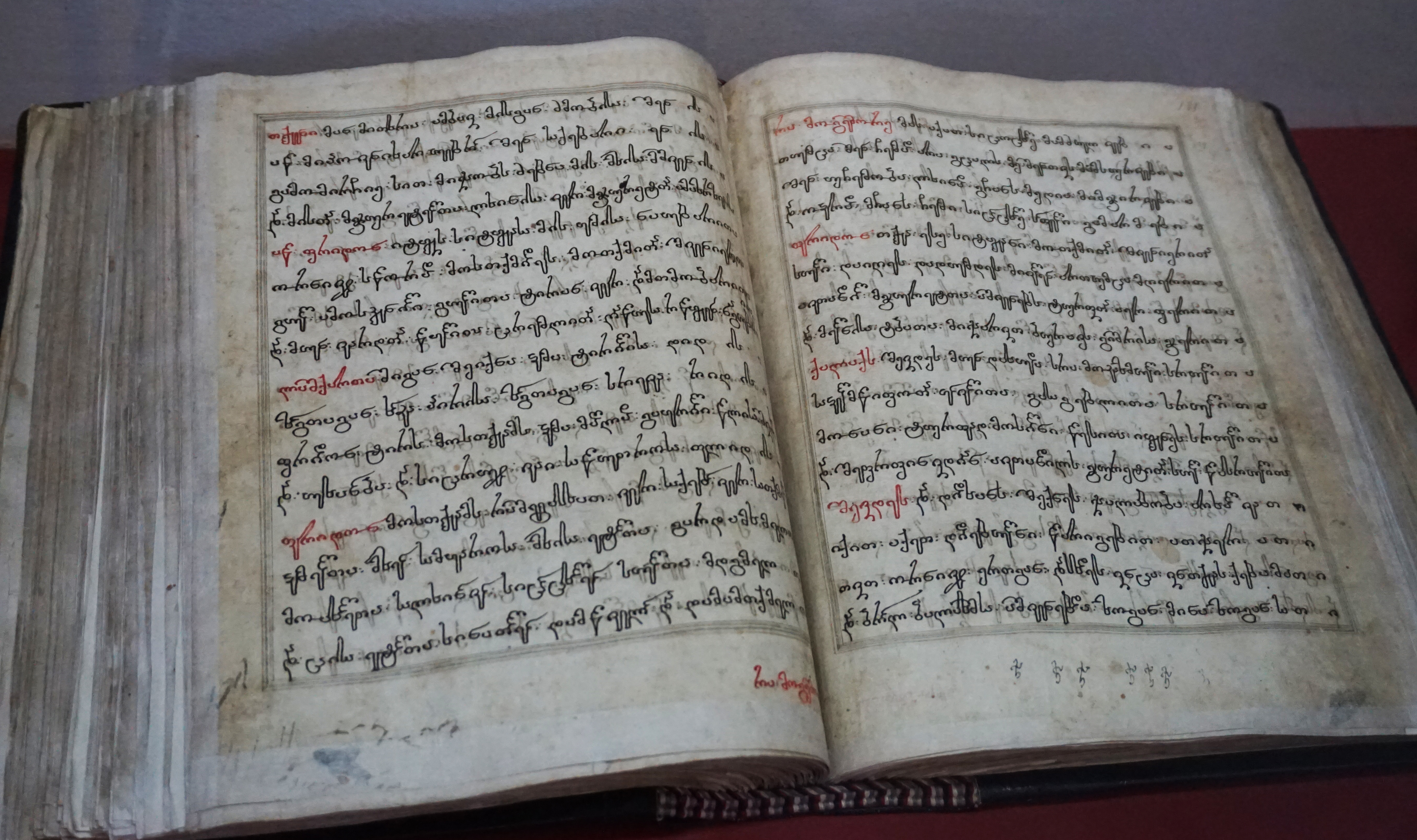
«Лицар у тигровій шкірі»

Колекція грецьких манускриптів містить 51 рукописний примірник давньоруської та новітньої грецької мов, що датується періодом від 9 до 18 століть. Рукописи написані як на папері, так і на пергаменті. За змістом це в основному церковні твори, серед них богословські праці, Псалми, Пісні, інші, також медичні праці.
Колекція російських рукописів налічує понад 500 рукописів. Більшість з них пізнього періоду, з 16 по 19 століття. Тут зберігаються російські переклади листування грузинських царів, вельмож та членів їхніх родин, автографи Льва Толстого та Петра Чайковського, церковні писання тощо.
Окрім цих колекцій, є також збірка зарубіжних рукописів, яка є змішаною та містить рукописні книги, скопійовані з 15 по 20 століття різними європейськими мовами — німецькою, італійською, польською, французькою рукописами.

## Історичні документи
Збірник історичних документів Національного центру рукописів включає грузинські, вірменські, арабські, османські та перські документи. Загальна кількість цих документів перевищує 30 000 і датуються Х-ХІІ ст. Колекція рукописних документів Грузії містить як світські, так і церковні документи. Арабські документи мають дагестанське походження і відображають життя місцевих кавказьких народів у 18-19 століттях. В одному з документів розповідається про рух Імама Шаміля. Збірка містить деякі інші документи про відносини Грузії та Дагестану. Збірка також включає близько 200 вірменських документів, датованих 18-19 століттями. Це різні записи, книги покупок і боргів, офіційна кореспонденція вірменських церковних діячів. Примітна частина колекції східних рукописів, що зберігається в Національному центрі рукописів, — це перські та турецькі (османські) документи, серед яких пірмани (замовлення) шахів, записи, листи, документи на придбання тощо. Ці документи ілюструють політичну, соціальну та економічне життя Грузії та інших країн Кавказу; вони також представляють протистояння Росії та Персії в Кавказькому регіоні. Ці документи також важливі для їх орнаменту — перські рукописні документи оформлені відповідно до кращих традицій перських освітлених рукописів.

## Приватні архівні фонди
В архівних фондах Національного центру рукописів зібрані архіви грузинських та зарубіжних вчених, письменників, поетів, живописців, політичних, громадських та військових діячів, емігрантів та церковних особистостей, а також архіви Грузинського історико-етнографічного товариства та канцелярії Синод. Загалом 179 приватних архівів зберігаються у сховищах Національного центру рукописів, з них 111 фондів оброблено, а решта 68 опрацьовано. З матеріалів, що збереглися в архівних фондах, слід особливо згадати колекцію папірусів, яка належала грузинському папірологу Григолю Церетелі, що містить 150 папірусів, що датуються ІІ століттям до н. е. — 15 століття А. Д. Не менший інтерес викликає матеріал, що зберігається в інших архівних фондах: оригінальні іноземні мовні документи, пов'язані з життям та діяльністю грузинських та зарубіжних громадських діячів ХІХ-ХХ століть грузинською, латиною, французькою, англійською, італійською, російською, азербайджанською, вірменською та іншими мовами; найбагатша епістолярна спадщина; численні фольклористичні записи; унікальні світлини, неоціненний матеріал, що відображає нову та новітню історію Південного Кавказу в галузі політики, економіки, церковного життя, журналістики, театру, музики.